# Oleg Skripka
Oleh Yuriyovych Skrypka (en ucraniano: Оле́г Ю́рійович Скри́пка, romanizado: Oleh Yuriiovych Skrypka, 24 de mayo de 1964) es un músico, vocalista, compositor y líder ucraniano del grupo Vopli Vidoplyasova .

## Biografía
Oleh Skrypka nació en Sovetabad (ahora Ghafurov, Tayikistán ). Su padre, Yurii Pavlovych (fallecido el 30 de agosto de 2015), radiólogo, venía de uk ., pueblo de la región de Poltava en Ucrania . Su madre, Hanna Oleksiyivna, profesora, provenía de un pequeño pueblo de la región rusa de Kursk . En 1972, la familia Skrypka se mudó a la región rusa de Murmansk, debido a que a Hanna no le gustaba el clima tayiko.
En 1987, se graduó en el Instituto Politécnico de Kiev, fundando el grupo de rock Vopli Vidopliassova (VV) ese mismo año con Yurii Zdorenko y Oleksandr Pipa de la banda de heavy metal SOS y amigo mutuo Serhii Sakhno. En 1987, VV se convirtió en miembro del club de rock de Kiev, ganó el primer premio en el festival de rock de Kiev "Rock-parade" y lanzó su éxito "Танцi" ("bailando" o "bailes").
En 1990, el grupo realizó una gira por Francia y Suiza, tiempo durante el cual uno de los periódicos más importantes de Francia, Le Monde, publicó material sobre VV. De 1991 a 1996, Oleh Skrypka vivió con su grupo en Francia y realizó giras por todo el país. En 1993, Zdorenko y Sakhno se marcharon y Skrypka los reemplazó con músicos franceses. Sakhno regresaría en 1997.
En 1996 regresó a Kiev y desde entonces ha dado numerosos conciertos en Ucrania y en el extranjero. Antes de 2014, visitaba regularmente Moscú. En 2000, VV actuó en Riga, Londres, dio un concierto en el Palacio de la Juventud de Moscú y luego realizó una gira por las ciudades de Siberia . En enero de 2002 el grupo realizó una gira por Israel y Portugal, y en febrero del mismo año ofreció varios conciertos en Nueva York. En 2003 actuaron en Toronto
.
En 2004, Skrypka participó como uno de los organizadores del festival Krayina Mriy, el cual inició su trayectoria 14 años después del lanzamiento de la canción homónima y diez años después del álbum "VV". Bajo el auspicio de "Krayina Mriy", Oleh Skrypka también se involucró en diversas actividades editoriales y educativas. Además, Skrypka fundó otro festival de música rock ucraniana moderna llamado "Rock Sich", con el objetivo principal de respaldar la cultura del rock nacional. Este festival se distingue por ser la única capital donde en sus tres escenarios se presenta música rock ucraniana. En 2010, "Rock Sich" fue reconocido como un festival medioambiental y desde 2013 adquirió estatus internacional, convirtiéndose en un festival de colaboración entre Suecia y Ucrania.
En 2007, Skrypka alcanzó el segundo puesto en el concurso "Danza con las Estrellas 2". Dos años más tarde, en 2009, un grupo de activistas intentó postular a Skrypka como candidato a la presidencia de Ucrania, propuesta que él rechazó..
Domina con fluidez los idiomas ucraniano, ruso, inglés y francés. Aunque su primer idioma fue el ruso, tuvo su primer contacto con el ucraniano en 1974, durante unas vacaciones familiares en Hiltsi. Sin embargo, no adquirió fluidez en ucraniano hasta 1994.

## Controversia
En 2014, Skrypka anunció en una entrevista con Rossiiskaya Gazeta que él y Vopli Vidopliassova dejarían de presentarse en Rusia. Además, ese mismo año, canceló su participación en un concierto en Londres donde también estaba programada la actuación de la popular cantante rusa Valeriya, argumentando que no participaría en eventos en Rusia ni junto a rusos "mientras continúe el conflicto entre Rusia y Ucrania".
En 2016, Skrypka, junto con varios artistas ucranianos, instó al presidente Petro Poroshenko a vetar la emisión y la importación de películas y música de origen ruso en Ucrania.
En abril de 2017, se le grabó expresando la opinión de que aquellos que no hablan ucraniano tienen una menor capacidad intelectual y sugirió que deberían ser segregados en "guetos". Aunque inicialmente negó haber hecho tales comentarios, la grabación que los mostraba salió a la luz posteriormente.  El 22 de dicho mes, Skrypka recibió una llamada del bromista ruso Vladimir Kuznetsov, conocido como Vovan y Lexus, quien se hizo pasar por Arsen Avakov, el ministro del Interior de Ucrania. Durante la conversación con "Avakov", Skrypka fue cuestionado sobre sus declaraciones y también señaló al periódico Ukrayinska Pravda de tergiversar sus palabras. No ofreció una disculpa formal hasta más tarde esa noche, cuando se percató de que había sido víctima de una broma. En su declaración de disculpa, también afirmó que la llamada de broma no fue una "provocación" dirigida exclusivamente hacia él, sino hacia toda Ucrania.   

## Discografía
- 2001 — Inkoly (Інколи)
- 2004 - Vidrada (Відрада)
- 2009 - Serce u mene vrazilve (Серце у Мене Вразливе)
- 2010 - Shchedryk (Щедрик)
- 2011 - Jorjina (Жоржина)
- 2011 - Humanisty (hazaña. Les Poderv'yansky) (Гуманісти)
- 2016 - Ukrayina (Україна) (portada de Nokturnal Mortum )

## Filmografía
- 2001 — Tardes en un khutor cerca de Dikanka como el herrero Vakula (Вечера на хуторе близ Диканьки)
- 2002 - Cenicienta como trovadora (Золушка)
- 2006 — Terkel in Trouble (voz en ucraniano)
- 2006 — Carlson, que vive en el tejado como Carlson (voz)
- 2007 - Lechera de Hatsapetivka como cameo (Доярка из Хацапетовки)
- 2008 — Día de la Radio como cameo (День Радио)
- 2008 - Cumpleaños de Alice como profesor Seleznev (День народження Аліси)
- 2012 - Después de la escuela como Ketchup (После школы)
- 2013 — Mi Мermaid, Мy Lorelyay como policía (Моя Русалка, моя Лореляй)